# Жозеф-Маріон Леандре
Жозеф-Маріон Леандре (фр. Joseph-Marion Leandré; нар. 9 травня 1945, Гаїті) — гаїтянський футболіст, виступав на позиції півзахисника. Молодший брат, Фріц, також був професіональним футболістом.

## Кар'єра гравця
На клубному рівні захищав кольори «Расінг Клюб Гаітьєн».

## Кар'єра в збірній
У футболці національної збірної Гаїті виступав у 70-х роках XX століття. Учасник успішної кваліфікації до Мундіалю 1974 року. Перемога в кваліфікації також означала й завоювання титулу Чемпіона націй КОНКАКАФ 1973, оскільки обидва турніри були об'єднані.
Під час чемпіонату світу 1974 року в ФРН Фріц Леандре зіграв у матчі проти збірної Аргентини, вийшовши на поле на 52-й хвилині замість Вільнера Назера. Також зіграв два матчі кваліфікації Чемпіонату світу 1978 року проти збірної Нідерландських Антильських островів.

## Титули і досягнення
- Переможець Чемпіонату націй КОНКАКАФ: 1973